# Футбол на Тихоокеанских играх 2007
Футбольный турнир на Тихоокеанских играх 2007 был 12-м футбольным турниром этих игр, он выполнял также функцию квалификационного турнира Кубка наций ОФК 2008 года и первого этапа квалификационного турнира Чемпионата мира по футболу 2010 в Океании. Турнир был разыгран с 25 августа по 7 сентября 2007 года на стадионе «Толеафоа» в Апиа (Самоа).
10 команд были поделены на 2 группы по 5 команд. Команды занявшие 1-е и 2-е места в группах вышли в полуфинал.

## Команды
| Группа A                                                                                | Группа B                                                                                          |
| --------------------------------------------------------------------------------------- | ------------------------------------------------------------------------------------------------- |
| - Фиджи (153) - Таити (173) - Новая Каледония (175) - Острова Кука (198) - Тувалу (N/A) | - Соломоновы Острова (161) - Вануату (168) - Самоа (189) - Тонга (190) - Американское Самоа (199) |

## Судьи
| Ленси Фред Нил Фокс Майкл Хестер Джоб Понис Минан Салайау Сосонган Фити Аймаасу Кристофер Ленгета Нельсон Сого Авери Жак |

## Групповой этап

### Группа A
| М | Команда         | И | В | Н | П | Мячи   | ±   | О  |
| - | --------------- | - | - | - | - | ------ | --- | -- |
| 1 | Фиджи           | 4 | 3 | 1 | 0 | 25 − 1 | +24 | 10 |
| 2 | Новая Каледония | 4 | 3 | 1 | 0 | 6 − 1  | +5  | 10 |
| 3 | Таити           | 4 | 1 | 1 | 2 | 2 − 6  | −4  | 4  |
| 4 | Острова Кука    | 4 | 1 | 0 | 3 | 4 − 9  | −5  | 3  |
| 5 | Тувалу          | 4 | 0 | 1 | 3 | 2 − 22 | −20 | 1  |

И — игры, В — выигрыши, Н — ничьи, П — проигрыши, Мячи — забитые и пропущенные голы, ± — разница голов, О — очки

| Таити | 0:1 | Новая Каледония  |
| ----- | --- | ---------------- |
|       |     | Вайока 9′ (пен.) |

| Фиджи | 16:0 | Тувалу |
| --- | ---- | ------ |
| Кришна 6′, 14′, 22′ · Рабо 11′, 34′, 45′ · Балейтога 17′ · Тива 28′, 30′ · Вакаталесау 42′, 46′, 65′, 73′, 82′, 89′ · Финау 68′ (пен.) |      |        |

| Тувалу | 0:1 | Новая Каледония |
| ------ | --- | --------------- |
|        |     | Кабеу 52′       |

| Фиджи                                                             | 4:0 | Острова Кука |
| ----------------------------------------------------------------- | --- | ------------ |
| Вакаталесау 19′ (пен.) · Вака 40′ · Букалиди 63′ · Каининхеве 82′ |     |              |

| Таити         | 1:1 | Тувалу     |
| ------------- | --- | ---------- |
| Вильямс 45+1′ |     | Секифу 87′ |

| Новая Каледония            | 3:0 | Острова Кука |
| -------------------------- | --- | ------------ |
| Кабеу 35′, 51′ (пен.), 85′ |     |              |

| Острова Кука                                  | 4:1 | Тувалу            |
| --------------------------------------------- | --- | ----------------- |
| Матеарики 28′, 69′ · Ле Мутон 88′ · Том 90+3′ |     | Виллис 83′ (авт.) |

| Таити | 0:4 | Фиджи                                           |
| ----- | --- | ----------------------------------------------- |
|       |     | Вака 17′ · Балейтога 38′ · Вакаталесау 49′, 73′ |

| Новая Каледония | 1:1 | Фиджи          |
| --------------- | --- | -------------- |
| Вайока 44′      |     | Каининхеве 56′ |

| Острова Кука | 0:1 | Таити       |
| ------------ | --- | ----------- |
|              |     | Тиноруа 64′ |

### Группа B
| М | Команда            | И | В | Н | П | Мячи   | ±   | О  |
| - | ------------------ | - | - | - | - | ------ | --- | -- |
| 1 | Соломоновы острова | 4 | 4 | 0 | 0 | 21 − 1 | +20 | 12 |
| 2 | Вануату            | 4 | 3 | 0 | 1 | 23 − 3 | +20 | 9  |
| 3 | Самоа              | 4 | 2 | 0 | 2 | 9 − 8  | +1  | 6  |
| 4 | Тонга              | 4 | 1 | 0 | 3 | 6 − 10 | −4  | 3  |
| 5 | Американское Самоа | 4 | 0 | 0 | 4 | 1 − 38 | −37 | 0  |

И — игры, В — выигрыши, Н — ничьи, П — проигрыши, Мячи — забитые и пропущенные голы, ± — разница голов, О — очки

| Соломоновы острова | 12:1 | Американское Самоа |
| --- | ---- | ------------------ |
| Тотори 12′, 15′ · Менапи 20′ (пен.), 41′, 75′, 82′ · Фа'ародо 43′ · Ваита 58′, 85′ · Беубеу 69′ · Молеа 77′ · Такайяма 90+2′ |      | Отт 55′ (пен.)     |

| Вануату                                             | 4:0 | Самоа |
| --------------------------------------------------- | --- | ----- |
| Иваи 21′ · Напрапол 43′ · Поида 66′ · Соромон 90+2′ |     |       |

| Соломоновы острова                        | 4:0 | Тонга |
| ----------------------------------------- | --- | ----- |
| Менапи 5′, 12′ · Фаародо 51′ · Маемае 66′ |     |       |

| Американское Самоа | 0:7 | Самоа                                                                            |
| ------------------ | --- | -------------------------------------------------------------------------------- |
|                    |     | Тумуа 24′, 51′ · Фааиуасо 29′ · Кэйхилл 43′ (пен.), 67′ · Фоноти 61′ · Майкл 76′ |

| Американское Самоа | 0:15 | Вануату |
| ------------------ | ---- | --- |
|                    |      | Поида 19′ · Мермер 24′, 45′, 45+1′, 68′ · Сакама 43′, 79′, 90+1′ · Чичируа 56′ · Иваи 62′ · Соромон 81′, 84′, 86′, 90+2′ · Tom Томаке 72′ |

| Самоа                       | 2:1 | Тонга    |
| --------------------------- | --- | -------- |
| Фааиуасо 45+1′ · Тэйлор 83′ |     | Феао 54′ |

| Тонга                                   | 4:0 | Американское Самоа |
| --------------------------------------- | --- | ------------------ |
| Моала 38′ · Палу 56′, 63′ · Ухатахи 86′ |     |                    |

| Вануату | 0:2 | Соломоновы острова      |
| ------- | --- | ----------------------- |
|         |     | Бебеу 60′ · Фаародо 64′ |

| Самоа | 0:3 | Соломоновы острова          |
| ----- | --- | --------------------------- |
|       |     | Тотори 1′, 37′ · Маемае 69′ |

| Тонга       | 1:4 | Вануату                           |
| ----------- | --- | --------------------------------- |
| Савиети 50′ |     | Соромон 24′, 34′, 41′ · Малеб 76′ |

## Плей-офф
|  | Полуфиналы         | Полуфиналы |                   |   | Финал | Финал |
|  |                    |            |                   |   |       |       |
|  | 5 сентября — Апиа  |            |                   |   |       |       |
|  |                    |            |                   |   |       |       |
|  | Соломоновы Острова | 2          |                   |   |       |       |
|  | Соломоновы Острова | 2          | 7 сентября — Апиа |   |       |       |
|  | Новая Каледония    | 3          |                   |   |       |       |
|  | Новая Каледония    | 3          | Новая Каледония   | 1 |       |       |
|  | 5 сентября — Апиа  |            | Новая Каледония   | 1 |       |       |
|  |                    | Фиджи      | 0                 |   |       |       |
|  | Фиджи              | Фиджи      | 0                 | 3 |       |       |
|  | Фиджи              |            |                   | 3 |       |       |
|  | Вануату            | 0          |                   |   |       |       |
|  | Вануату            | 0          | Матч за 3-е место |   |       |       |
|  |                    |            |                   |   |       |       |
|  | 7 сентября — Апиа  |            |                   |   |       |       |
|  |                    |            |                   |   |       |       |
|  | Соломоновы Острова | 0          |                   |   |       |       |
|  | Соломоновы Острова | 0          |                   |   |       |       |
|  | Вануату            | 2          |                   |   |       |       |

### Полуфиналы
| Соломоновы острова       | 2:3 | Новая Каледония                      |
| ------------------------ | --- | ------------------------------------ |
| Фаародо 40′ · Менапи 47′ |     | Кабеу 37′ · Тото 54′ · Мерсьер 90+4′ |

| Фиджи                                               | 3:0 | Вануату |
| --------------------------------------------------- | --- | ------- |
| Балейтога 44′ · Вакаталесау 69′ (пен.) · Кришна 70′ |     |         |

### Матч за 3-е место
| Соломоновы острова | 0:2 | Вануату                    |
| ------------------ | --- | -------------------------- |
|                    |     | Соромон 45+3′ · Сакама 51′ |

### Финал
| Новая Каледония | 1:0 | Фиджи |
| --------------- | --- | ----- |
| Хмае 61′        |     |       |

## Чемпион
| Тихоокеанские игры 2007     |
| Новая Каледония Пятый титул |

 Новая Каледония,  Фиджи и  Вануату получили путёвки в финальный турнир Кубка наций ОФК 2008.